# Zona arqueológica de Chupícuaro
Chupícuaro es una zona arqueológica prehispánica, localizada a 7 km de Acámbaro, Guanajuato, México, en centro-norte de Mesoamérica, al sur-occidente del Mesa del Centro, se encuentra en las lomas cercanas al río Lerma y su afluente el río Coroneo o Tigre; actualmente gran parte quedó cubierto por la Presa de Solís.

## Etimología
La palabra Chupícuaro deriva del purépecha chupicua, planta del género Ipomoea, que se usa para teñir de azul, y el término ro, lugar, esto es, que se puede traducir como "lugar azul".

## Historia

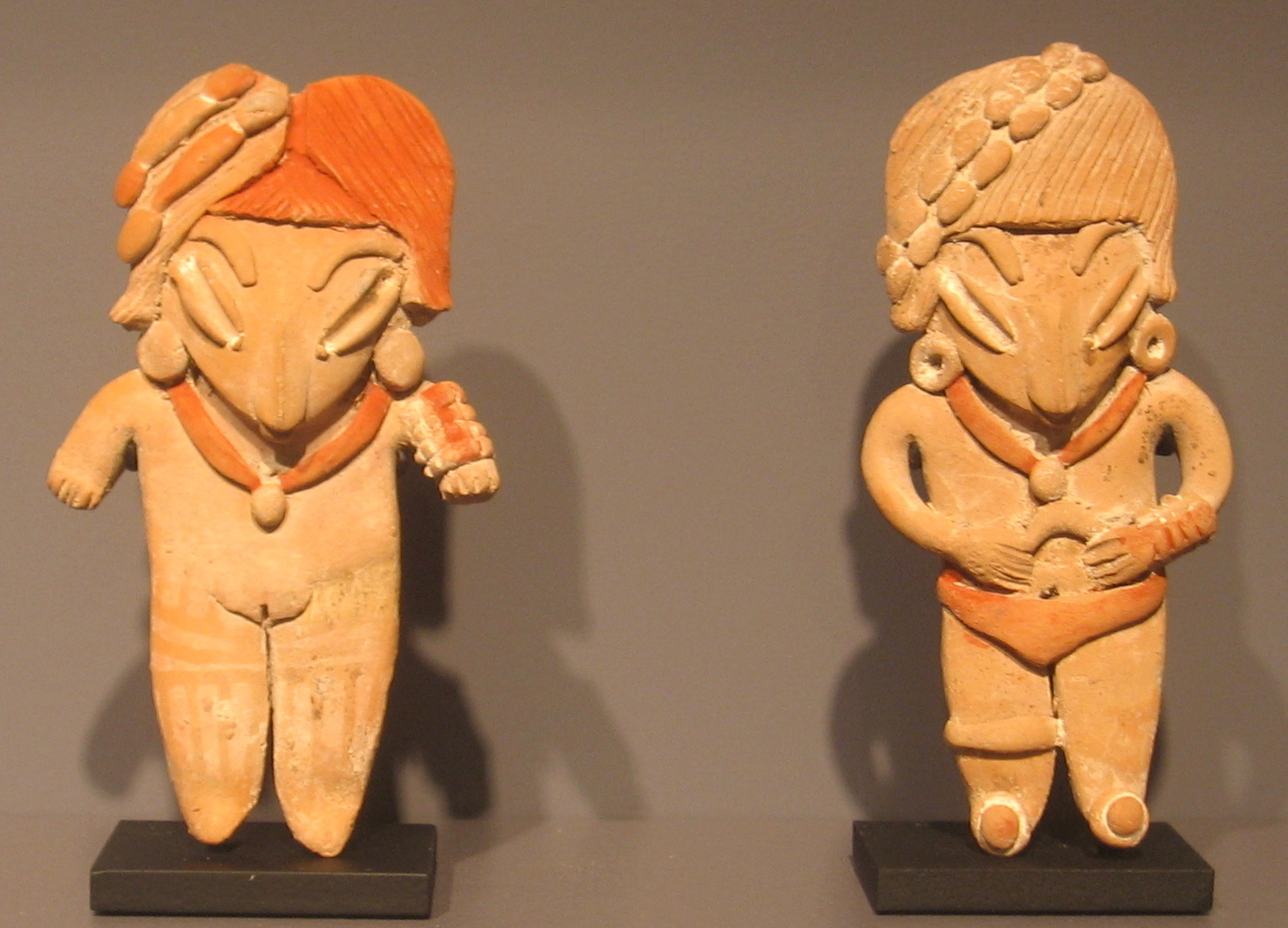
Figuras femeninas de la cultura Chupícuaro, pertenecientes al Periodo Formativo Tardío (500-0 a. C.). Snite Museum of Art.

Esta zona arqueológica prehispánica se localizó en la ribera del río Lerma, en una zona entre las ciudades actuales de Acámbaro y Tarandacuao, en el estado de Guanajuato, México. Poco se conoce de la historia de este asentamiento, las primeras prospecciones arqueológicas que se realizaron en el área ocurrieron entre 1926 y 1927 por los arqueólogos Enrique Juan Palacios, Ramón Mena y Porfirio Aguirre. En los años de 1946 y 1949, debido a la construcción de la presa Solís, por lo que se realizaron exploraciones y descubrimientos de objetos de cerámica y tumbas. Actualmente el lugar se encuentra debajo de las aguas de la Presa Solís aunque existen zonas a los alrededores que siguen siendo exploradas.
Grupos nómadas chichimecas (guamares y guachichiles) llegaron procedentes del actual estado de San Luis Potosí.
De acuerdo con varios autores, se estima que este asentamiento tuvo lugar entre 500 a. C. a 300 d. C. Los primeros habitantes de esta zona fueron cazadores-recolectores que vivían a lo largo del río y eventualmente desarrollaron conocimientos agrícolas.
Se establecieron en una aldea extendida conformada por chozas construidas sobre plataformas revestidas de piedra y con pisos de lodo. Cultivaban maíz, fríjol y calabaza, aprovechando las márgenes del río Lerma y sus afluentes. Por la existencia de metates y molcajetes de piedra se sabe que molían el maíz, y probablemente sembraron chile y tomates silvestres. También se sabe que practicaron la caza, la pesca y la recolección de productos silvestres.

## El sitio
Por su tipo se ha establecido su desarrollo entre 500 a. C. y 300 d. C., aunque algunos científicos sugieren una mayor antigüedad, hasta 800 a. C.
Esta zona arqueológica es potencialmente una de las más extensas e importantes del país; existen más de una decena de pirámides construidas en un basamento oval, solo una ha sido parcialmente explorada, se encontraron diversos objetos de cerámica, pedernales y figurillas.
El resto de las estructuras se encuentran sin explorar. Existen, tumbas, altares y otros restos dispersos en una extensión estimada de 500 m². Es una lástima que zonas arqueológicas como esta estén abandonadas.

## Cultura Chupícuaro

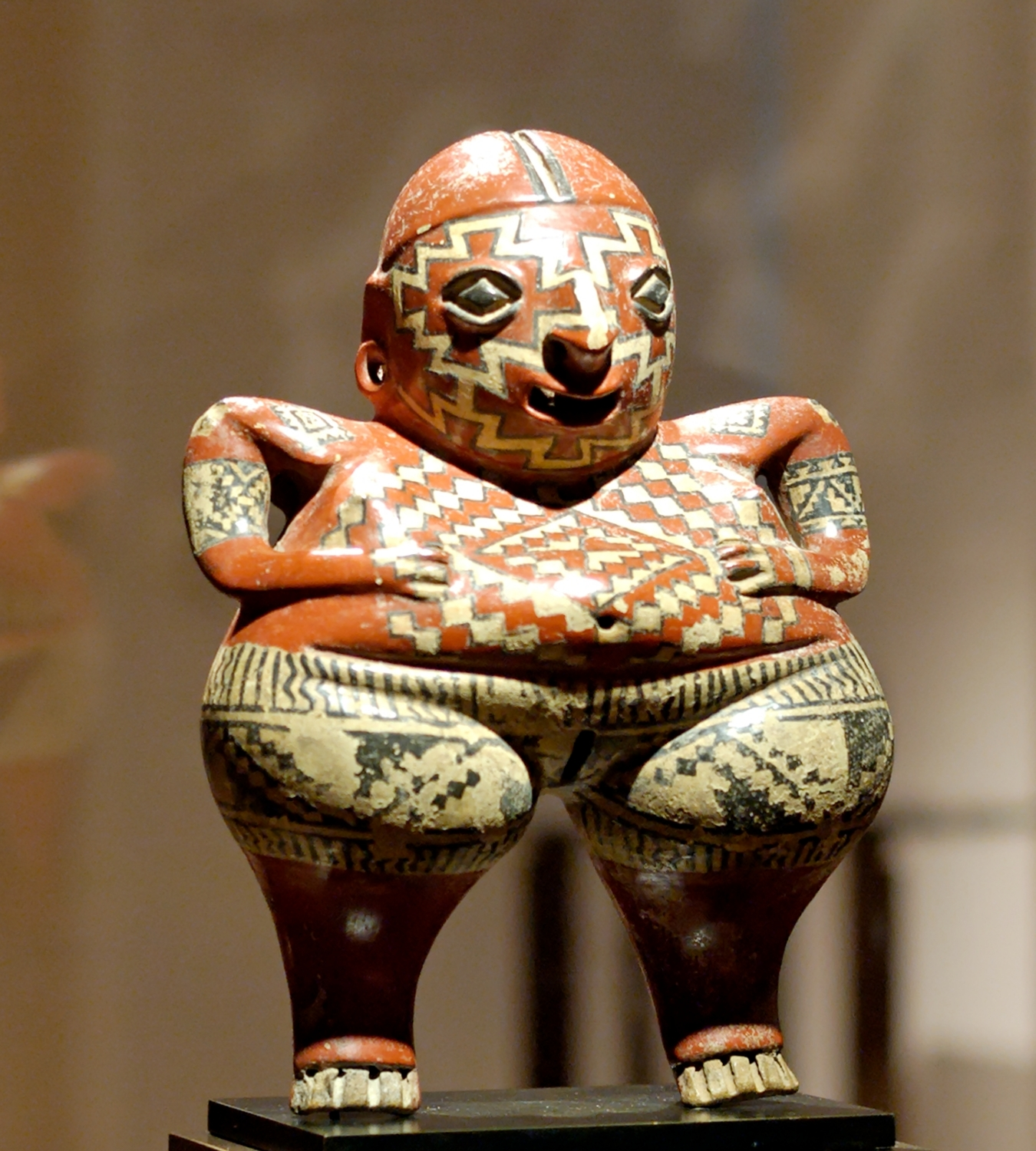
Figura de terracota de Chupícuaro. al Museo de Louvre en París.

Esta cultura tiene mucha importancia por la influencia que ejerció y que tuvo en la zona. Es posible que se extendió hasta el sur de Estados Unidos, 500 años a. C. Existen teorías de que los primeros habitantes de Guanajuato pertenecieron a esta cultura.
La cerámica de esta cultura es anterior al periodo clásico, incluye figurillas angulosas con formas geométricas. En el Museo de Acámbaro se exhiben con piezas de la cultura otomí, mazahua y tarasca (purépecha).
Aparentemente la cultura Chupícuaro se desarrolló en un amplio territorio, y se definió como estilo o Tradición Chupícuaro (Beatriz Braniff), en Guanajuato, Michoacán, Guerrero, Estado de México, Hidalgo, Colima, Nayarit, Querétaro y Zacatecas. Se estima que Chupícuaro facilitó la expansión hacia el norte de elementos mesoamericanos, raíces culturales del Occidente de México y tal vez del Noroeste, comparable con la Cultura Olmeca en el resto de Mesoamérica (Jiménez Moreno, 1959:1043).
Chupícuaro tuvo un gran desarrollo cultural y expansión de su estilo en áreas alejadas al centro difusor e influyó en tradiciones cerámicas que llegaron a perdurar hasta fines del período Clásico, inclusive hasta el Posclásico, como se aprecia en la cerámica tarasca de Michoacán.
A fines de 1985, en la primera Reunión sobre Sociedades Prehispánicas, se planteó con respecto a la Cultura Chupícuaro, que los grupos que manufacturaban la cerámica con tradición Chupícuaro, debían considerarse como parte de las sociedades estratificadas mesoamericanas, con una estructura política y territorial definida y no como sociedades aldeanas aisladas, carentes de arquitectura y centros ceremoniales. A partir de ese primer impulso, los grupos sociales posteriores presentaban expresiones culturales de naturaleza propia a nivel regional dentro del contexto mesoamericano (Crespo, et. al., 1988:259).

## Culturas de la región
En la región de Acámbaro hubo Cinco Culturas Prehispánicas:
- Chupícuaro - Preclásico Superior - 800 a. C. al 200 d. C.
- Los Morales - Preclásico Superior - 400 a. C. al 250 d. C.
- Teotihuacán - Horizonte Clásico - 200 d. C. al 900 d. C.
- Tolteca - Posclásico Temprano - 900 d. C. al 1200 d. C.
- Tarasca - Posclásico Tardío - 1200 d. C. al 1525 d. C.

Fuente: sala de Arqueología, Museo Local de Acámbaro, Guanajuato, 2001.

## Preclásico tardío o Protoclásico
La declinación de la cultura olmeca dio origen al periodo Preclásico Tardío (400 a. C.-150 d. C.). Se trata de una época de diversificación cultural y asimilación de los elementos olmecas en los sistemas culturales de cada pueblo. Con esa base dieron comienzo varias de las tradiciones más importantes de Mesoamérica. Sin embargo, Cuicuilco, en el sur del valle de México, y la cultura Chupícuaro, al sur de Guanajuato, serían las más importantes. La primera llegó a convertirse en la mayor ciudad de Mesoamérica y principal centro ceremonial del Valle de México; y mantenía relaciones con Chupícuaro. La declinación de Cuicuilco es paralela a la emergencia de Teotihuacán, y se consuma con la erupción del volcán Xitle (circa 150 d. C.), que motivó la migración de sus pobladores al norte del valle de México. La cultura Chupícuaro es conocida sobre todo por su producción cerámica, cuyas huellas se han detectado por una amplia zona ubicada entre el Bajío y la cuenca lacustre.

## Cerámica
Chupícuaro fue un gran centro cerámico reconocido como uno de los mejores en Mesoamérica por el acabado fino y decoración de las vasijas, las cuales fueron trabajadas con múltiples formas y colores, algunas con dibujos geométricos. Los motivos fueron las deidades, la maternidad, la lactancia, las personas y sus adornos, los animales y los vegetales.
La cerámica se trabajó con múltiples formas monocromáticas y otra variedad de tres colores policroma (rojos, crema y negro), con dibujos geométricos piramidales o zigzag. Las figurillas de arcilla usaron técnicas de pastillaje y figuras huecas. Utilizaron concha, hueso y piedra. Usaron como motivos deidades, maternidad, lactancia, personas, adornos, animales y vegetales.
Por el estudio de los estilos de la cerámica se infiere el tipo de vestimenta que usaban, se pintaban la cara y el cuerpo, usaban sandalias, bragueros, collares, orejeras, ajorcas y aretes. Las mujeres usaban elaborados peinados.
|  |
|  |

|  |
|  |

|  |
|  |

|  |
|  |

|  |
|  |

|  |
|  |

|  |
|  |

## Entierros
Los habitantes de Chupícuaro practicaron un culto a los muertos caracterizado por sepulcros donde se colocaron cráneos trofeo, puntas de obsidiana, metates y manos de metate, figurillas, orejeras, ornamentos de concha, collares y cuentas, herramientas de hueso e instrumentos musicales, los cuales fueron localizados durante las excavaciones alrededor de 1950.
Los numerosos entierros y sus ofrendas permiten conocer el modo de vida de los antiguos habitantes de Chupícuaro, así se puede inferir… ”que fueron agricultores que vivían en jacales de materiales perecederos, a lo largo del río, formando una aldea rural bien extendida, llegaron a construir bajas plataformas revestidas de piedra y con pisos de lodo, a veces agrupadas entre sí, sobre las cuales se levantaban las chozas. Cultivaban el maíz, el fríjol y la calabaza, aprovechando las márgenes del río Lerma y sus afluentes, lo mismo que las colinas cercanas, y la presencia de metates y algunos molcajetes de piedra, nos indican que molían el maíz, y que pudieron contar con chile y tomates silvestres, a la vez practicaron la caza, la pesca y la recolección de productos silvestres” (Piña Chán, 1967:263).